# آن بي ميتشيل
آن بي ميتشيل (بالإنجليزية: Anne P. Mitchell)‏ هي محامية أمريكية، ولدت في 3 أبريل 1958.